# あどりぶ
『あどりぶ』は、2014年4月13日未明から2020年3月21日までインターネット配信を行っていたラジオ番組。パーソナリティは巽悠衣子、大橋彩香。

## 番組概要
「世の中に溢れる無茶ぶりという敵に立ち向かうべく、巽と大橋が、どんなことにでも前向きに且つ心を折らずにアドリブで挑戦していく番組」とされている。

## 配信時間
|                | 配信局                                                 | 配信時間                                       | 過去の配信時間変遷 ※備考 |
| -------------- | ------------------------------------------------------ | ---------------------------------------------- | --- |
| 本配信         | ニコニコ動画 シーサイドチャンネル                      | 隔週土曜 20:00更新 （2020年1月11日 - 3月21日） | |
| 本配信         | YouTube シーサイド・コミュニケーションズ公式チャンネル | 隔週土曜 20:00更新 （2020年1月11日 - 3月21日） | |
| 本配信         | 超!A&G+                                                | 配信終了                                       | 毎週日曜（土曜深夜）1:00 - 1:30 （2014年4月13日 - 2019年12月29日） |
| ニコニコ生放送 | ニコニコ生放送 シーサイドチャンネル                    | 不定期月曜 22:00より （2016年4月10日 - ）      | - 不定期月曜 20:30より （2016年7月4日 - 12月26日） - 不定期月曜 21:30より （2017年1月9日 - 4月3日） ※ 有料動画パートがある場合に不定期で生配信 ※ 配信構成：その週の本配信 + 有料動画 |
| アーカイブ配信 | 番組公式サイト                                         | 配信終了                                       | - 毎週月曜 午後更新（1週間） （2014年4月14日 - 2016年3月28日） |
| アーカイブ配信 | ニコニコ動画 シーサイドチャンネル                      | 隔週土曜 20:00更新 （2020年1月11日 - ）        | - 毎週月曜 15:00更新 （2016年4月4日 - 6月27日） - 毎週月曜 20:30更新 （2016年7月4日 - 12月26日） - 毎週月曜 21:30更新 （2017年1月9日 - 4月3日） - 毎週月曜 22:00更新 （2017年4月10日 - 2018年3月26日） - 毎週月曜 21:30更新 （2018年4月2日 - 2019年12月30日） ※ ニコ生があった週はニコ生配信終了後に更新 ※ 有料動画はタイムシフト期間終了後に有料更新 |

## パーソナリティ
- 巽悠衣子
- 大橋彩香

## コーナー
メール紹介
リスナーから送られてきた番組の感想・質問を紹介するコーナー。いわゆるふつおたであるが、無茶ぶりが入ってくる場合もある。
やろ、やっちゃお!
リスナーから募集したお題を矢継ぎ早に受けて即興で答えていく完全アドリブコーナー。
土曜あどりぶシアター
スタッフ・リスナー作成による、端々にセリフが抜けてる脚本に沿って、パーソナリティ2人がアドリブで補って演じていくコーナー。お互い、助け合うのも陥れるのも自由。
これな〜んだ
リスナーから募集した語句をパーソナリティが説明する超シンプルコーナー。
あどりぶNGワードバトル
それぞれスタッフから渡された言葉を相方に言わせるよう誘導しながらトークするバトルコーナー。NGワードを言ってしまった方はボックスから司令をひいて実施しなければならない。また制限時間60秒でどっちもNGワードを言わなかった場合は消極的な試合だったということで2人とも司令をやる。
クイズ、その場で問題作りました
自分にまつわるクイズをその場で考えて出題し相方に答えてもらうという、シンプルだがアドリブ力が必要なクイズコーナー。

### 終了したコーナー
もののまね
人物・動物などのものまねではなく、物（もの）の真似を即興で行うコーナー。コーナーが進むたびに「物の真似ではなくなってきた」という理由で第44回（2015年2月7日）全14回で終了。
変なコーナー
「変な○○」というテーマを設け、リスナーから情報を募集・紹介してトークをしていくコーナー。
第301回放送（2020年1月25日）に終了

### 各回冒頭
各回の冒頭の挨拶には、それぞれ二人の今の心境を一言を加えて始まっている。
当初、洲崎西公式ライバル番組と言っていたが、第10回から交互に洲崎西の公式○○番組を考えることになった。
また、第92回からは洲崎西の公式ライバルと書いて仲良し番組として定着した。

## エピソード
- 第1回（2014年4月12日）でお互いの呼び名は「はっしー（巽→大橋）」「ゆっこさん（大橋→巽）」と呼ぶことになったが、第4回（2014年5月3日）から巽が大橋に対して「へご」「へごちん」と呼ぶようになった[3]。
- 第50回（2015年3月21日）で巽の口癖である「確かに」を巽自身がしばしば「タスカニ」と発音していることをリスナーから指摘され、以後の放送中かなりの頻度でこの発音を繰り返していることが確認されたため、番組の挨拶として「こんにちは」の代わりに「タスカニワ」が使われるようになった。
- 第116回（2016年6月25日）「伝説のトレンドカーキ事件 」 巽をはじめスタッフ一同がここ最近、大橋がカーキ色のジャケットの着用頻度が高く、よほどそのカーキ色のジャケットがお気に入りだと思っていた。しかし皆、そのことには触れてはいけないと黙っていたところ、大橋自らカーキ色のジャケット着用頻度が高いことを他の現場でも指摘されていたと話した。そしてラジオ収録現場でも思われていた事実を知り、さらに巽にへごちんはトレンドを追うね、との言葉もあり大橋は悲鳴をあげ、恥ずかしり今後二度とカーキ色の服を着用しないと言ったが、その後も度々周りから煽られ自らもカーキ色に敏感になる。なお当時、大橋は2着カーキ色のジャケットを所持しており、それしかなかったと語っている。トレンドとはこの放送回の冒頭で語られた大橋の美容室での出来事に関連している。
- シーサイド・コミュニケーションズ制作によるラジオ番組の合同イベント「SEASIDE LIVE FES 2015」を記念して、2015年10月21日 21:00 - 21:30 に、ニコニコ生放送『あどりぶ SEASIDE LIVE FES 2015 10FLAVORS開催記念 特別ニコニコ生放送』が配信された。
- シーサイド・コミュニケーションズ制作によるラジオ番組の合同イベント「SEASIDE LIVE FES 2017〜RAINBOW〜」を記念して、2017年10月9日 21:00 - 21:30 に、ニコニコ生放送『あどりぶSEASIDE LIVE FES 2017〜RAINBOW〜出演記念特番』が配信された。
- 2020年6月21日に有料の公開イベント「あどりぶグランプリファイナル」の開催を予定していたが、新型コロナウイルス感染症拡大の影響により、2021年2月20日に予定を延期。代替イベントとして、ニコニコ生放送にて「あどりぶ 特別生放送 〜ニコ生でもやろ、やっちゃお！〜」が配信された。なお、公開イベントの開催については、新型コロナウイルス感染症再拡大による状況の変化に伴い、予定が再延期されている。
- 再延期されていた公開イベントが、2023年11月11日に「あどりぶグランプリファイナル」として開催された。
- 放送開始10周年イベント開催決定に伴い、2024年7月20日より毎週土曜にYouTubeシーサイドチャンネルにて2024年10月5日までの期間限定で復活配信が行われた[4][5]。

## イベント
※太字は番組単独イベント
| 開催日   | イベント名                             | 会場                       | 備考                                                                                       |
| 2014年   | 2014年                                 | 2014年                     | 2014年                                                                                     |
| -------- | -------------------------------------- | -------------------------- | ------------------------------------------------------------------------------------------ |
| 12月21日 | SEASIDE LIVE FES 2014                  | 神奈川芸術劇場             | シーサイド・コミュニケーションズ制作の4番組による合同イベント                              |
| 2015年   |                                        |                            |                                                                                            |
| 2月22日  | あどりぶグランプリ2015                 | ニッショーホール           | 番組初の単独イベント                                                                       |
| 8月15日  | SEASIDE SUMMER FESTIVAL 2015           | 中野サンプラザ             | シーサイド・コミュニケーションズ制作の8番組による合同イベント 当番組からは巽悠衣子のみ出演 |
| 12月27日 | SEASIDE LIVE FES 2015                  | パシフィコ横浜国立大ホール | シーサイド・コミュニケーションズ制作の5番組による合同イベント                              |
| 2016年   |                                        |                            |                                                                                            |
| 2月14日  | SEASIDE WINTER FESTIVAL 2016           | 中野サンプラザ             | シーサイド・コミュニケーションズ制作の6番組による合同イベント                              |
| 5月22日  | あどりぶグランプリ2016                 | 中野サンプラザ             | 『洲崎西presents糸〜縦の糸はあや 横の糸はあすか〜』と同日開催                              |
| 12月11日 | SEASIDE LIVE FES 2016                  | 舞浜アンフィシアター       | シーサイド・コミュニケーションズ制作の5番組による合同イベント 12月10日には前日祭を開催     |
| 2017年   |                                        |                            |                                                                                            |
| 2月12日  | SEASIDE WINTER FESTIVAL 2017           | 中野サンプラザ             | シーサイド・コミュニケーションズ制作の5番組による合同イベント                              |
| 5月14日  | あどりぶグランプリ2017                 | 中野サンプラザ             | 『洲崎西 婚活パーティー2017〜タラレバ言ってもいいじゃない!〜』と同日開催                   |
| 9月10日  | SEASIDE SUMMER FESTIVAL 2017 in OSAKA  | なんばHatch                | シーサイド・コミュニケーションズ制作の8番組による合同イベント                              |
| 12月10日 | SEASIDE LIVE FES 2017                  | 舞浜アンフィシアター       | シーサイド・コミュニケーションズ制作の5番組による合同イベント 12月9日には前日祭を開催      |
| 2018年   |                                        |                            |                                                                                            |
| 2月25日  | SEASIDE WINTER FESTIVAL 2018           | 中野サンプラザ             | シーサイド・コミュニケーションズ制作の6番組による合同イベント                              |
| 5月20日  | あどりぶグランプリ2018                 | 中野サンプラザ             |                                                                                            |
| 2023年   |                                        |                            |                                                                                            |
| 11月11日 | あどりぶグランプリファイナル           | 科学技術館サイエンスホール | 当初は2020年6月21日に開催予定だったが、新型コロナウイルス感染症拡大の影響により延期された  |
| 2024年   |                                        |                            |                                                                                            |
| 10月12日 | あどりぶグランプリ〜放送開始10周年SP〜 | 科学技術館サイエンスホール |                                                                                            |

## 関連商品
※公式ネットショップは『シーサイドSHOP（あどりぶ）』を参照。

### CD・DVD
| 販売日   | タイトル名                                                                                            | 備考 |        |
| 2014年   | 2014年                                                                                                | 2014年 | 2014年 |
| -------- | --- | --- | ------ |
| 9月6日   | あどりぶ DJCD vol.1                                                                                   | オーディオCD（新規収録） + MP3CD（過去放送第1回 - 第13回）                                                |        |
| 12月3日  | あどりぶ MUSIC CLIP〜SEASIDE LIVE FES 2014〜                                                          | オーディオCD（楽曲5曲）+ MP3CD（過去放送第14回 - 第21回）                                                 |        |
| 12月28日 | あどりぶカウントダウンCD（2014→2015）                                                                 | 番組とともにカウントダウンをして年越しを迎えることが出来るCD                                              |        |
| 2015年   | | |        |
| 8月15日  | あどりぶ DJCD vol.2                                                                                   | オーディオCD（新規収録） + MP3CD（過去放送第22回 - 第34回）                                               |        |
| 8月15日  | あどりぶ DJCD vol.3                                                                                   | オーディオCD（新規収録） + MP3CD（過去放送第35回 - 第47回）                                               |        |
| 12月4日  | あどりぶ MUSIC FLAVORS〜SEASIDE LIVE FES 2015〜                                                       | オーディオCD（楽曲5曲）+ MP3CD（過去放送第48回 - 第55回）                                                 |        |
| 12月27日 | あどりぶカウントダウンCD（2015→2016）                                                                 | 番組とともにカウントダウンをして年越しを迎えることが出来るCD                                              |        |
| 2016年   | | |        |
| 4月1日   | あどりぶ DJCD vol.4                                                                                   | オーディオCD（新規収録） + MP3CD（過去放送第56回 - 第68回）                                               |        |
| 5月22日  | あどりぶ オフィシャルパンフレット                                                                     | パンフレット + 映像企画（DVD）                                                                            |        |
| 11月5日  | あどりぶ MUSIC HOURS〜SEASIDE LIVE FES 2016〜                                                         | オーディオCD（楽曲5曲）+ MP3CD（過去放送第69回 - 第76回）                                                 |        |
| 12月24日 | あどりぶカウントダウンCD2016                                                                          | 番組とともにカウントダウンをして年越しを迎えることが出来るCD                                              |        |
| 2017年   | | |        |
| 2月12日  | あどりぶ DJCD vol.5                                                                                   | オーディオCD（新規収録） + MP3CD（過去放送第77回 - 第89回）                                               |        |
| 2月12日  | あどりぶ DJCD vol.6                                                                                   | オーディオCD（新規収録） + MP3CD（過去放送第90回 - 第102回）                                              |        |
| 5月14日  | あどりぶ オフィシャルパンフレット2                                                                    | パンフレット + 映像企画（DVD）                                                                            |        |
| 6月27日  | 洲崎西×あどりぶ合同イベントDVD 洲崎西presents糸〜縦の糸はあや 横の糸はあすか〜 あどりぶグランプリ2016 | 同日開催イベント『洲崎西presents糸〜縦の糸はあや 横の糸はあすか〜』『あどりぶグランプリ2016』の映像化作品 |        |
| 8月11日  | あどりぶ 真夏の決戦2017スペシャルCD                                                                   | スペシャルトークCD                                                                                        |        |
| 11月8日  | あどりぶ SEASIDE LIVE FES 2017〜RAINBOW〜                                                             | オーディオCD（楽曲5曲）+ MP3CD（過去放送第103回 - 第110回）                                               |        |
| 12月9日  | あどりぶカウントダウンCD2017                                                                          | 『SEASIDE LIVE FES 2017（前日祭含む）』会場販売                                                           |        |
| 12月29日 | あどりぶ DJCD vol.7                                                                                   | オーディオCD（新規収録） + MP3CD（過去放送第111回 - 第123回）                                             |        |
| 12月29日 | あどりぶ DJCD vol.8                                                                                   | オーディオCD（新規収録） + MP3CD（過去放送第124回 - 第136回）                                             |        |

### グッズ
| 販売日   | グッズ名                              | 備考                                            |        |
| 2015年   | 2015年                                | 2015年                                          | 2015年 |
| -------- | ------------------------------------- | ----------------------------------------------- | ------ |
| 2月22日  | あどりぶパーカー                      | 『あどりぶグランプリ2015』会場販売              |        |
| 2月22日  | あどりぶTシャツ                       | 『あどりぶグランプリ2015』会場販売              |        |
| 2月22日  | あどりぶトートバッグ                  | 『あどりぶグランプリ2015』会場販売              |        |
| 2016年   |                                       |                                                 |        |
| 5月22日  | あどりぶグランプリ2016 Tシャツ        | 『あどりぶグランプリ2016』会場販売              |        |
| 5月22日  | あどりぶグランプリ2016 トートバッグ   | 『あどりぶグランプリ2016』会場販売              |        |
| 5月22日  | あどりぶグランプリ2016 マフラータオル | 『あどりぶグランプリ2016』会場販売              |        |
| 5月22日  | あどりぶボールペン                    | 『あどりぶグランプリ2016』会場販売              |        |
| 5月22日  | あどりぶペットボトルホルダー          | 『あどりぶグランプリ2016』会場販売              |        |
| 5月22日  | あどりぶアクリルキーホルダー          | 『あどりぶグランプリ2016』会場販売              |        |
| 12月10日 | あどりぶ オリジナル折りたたみ傘       | 『SEASIDE LIVE FES 2016（前日祭含む）』会場販売 |        |
| 2017年   |                                       |                                                 |        |
| 5月14日  | あどりぶグランプリ2017 Tシャツ        | 『あどりぶグランプリ2017』会場販売              |        |
| 5月14日  | あどりぶグランプリ2017 キャップ       | 『あどりぶグランプリ2017』会場販売              |        |
| 5月14日  | あどりぶグランプリ2017 サーモボトル   | 『あどりぶグランプリ2017』会場販売              |        |
| 5月14日  | あどりぶグランプリ2017 スケッチブック | 『あどりぶグランプリ2017』会場販売              |        |
| 5月14日  | あどりぶグランプリ2017 自撮りレンズ   | 『あどりぶグランプリ2017』会場販売              |        |
| 12月9日  | あどりぶシュシュシュ・シュシュ        | 『SEASIDE LIVE FES 2017（前日祭含む）』会場販売 |        |